# Ecpetala obtusa
Ecpetala obtusa är en fjärilsart som beskrevs av W. Warren 1902. Ecpetala obtusa ingår i släktet Ecpetala och familjen mätare. Inga underarter finns listade i Catalogue of Life.